# بيلوكاربين
البيلوكاربين‎ هو دواء يستخدم لتقليل ضغط العين ولعلاج جفاف الفم. يستخدم كقطرات للعين ويؤدي إلى انقباض في حدقة العين بعد اتساعها. ولكن نظرًا لآثاره الجانبية لم يعد يستخدم كعلاج طويل الأمد. ويبدأ تأثيرالبيلوكاربين كقطرات للعين عادة في غضون ساعة وتستمر لمدة تصل إلى يوم. أما كأقراص يتم استخدامه لجفاف الفم نتيجة متلازمة سجوجرن أو في العلاج الإشعاعي.
تشمل الآثار الجانبية الشائعة لقطرات العين تهيج العين وزيادة الدموع والصداع وتشوش الرؤية. تشمل الآثار الجانبية الأخرى تفاعلات الحساسية وانفصال الشبكية. بشكل عام لا ينصح باستخدامه أثناء الحمل.

المركب الكيميائي للبيلوكاربين

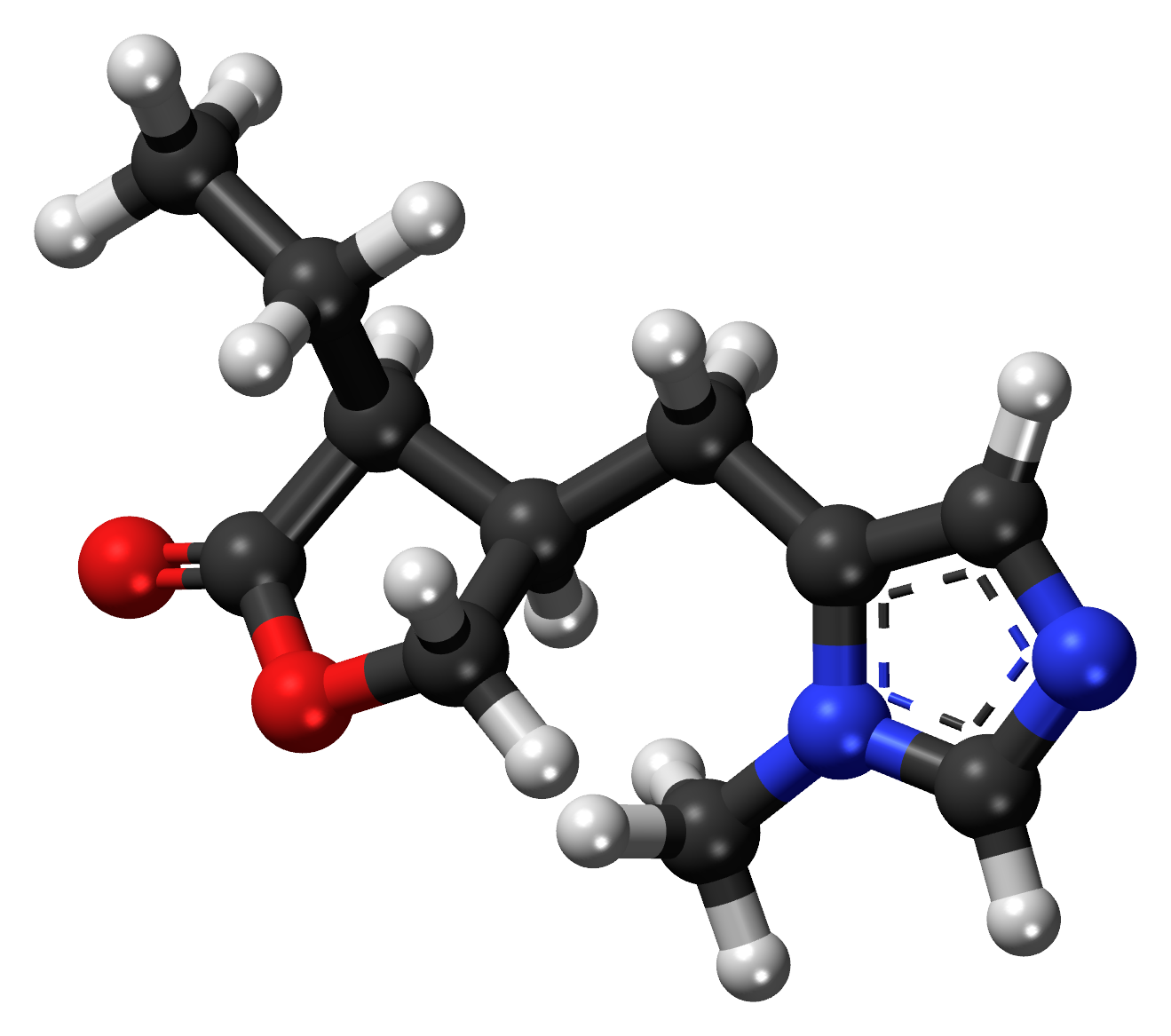
شكل ثلاثي الأبعاد للمركب الكيميائي للبيلوكاربين

## الاستخدامات العلاجية
يحفز البيلوكاربين إفراز كميات كبيرة من اللعاب والعرق. لذلك يتم استخدامه لعلاج جفاف الفم، وخاصة في متلازمة سجوجرن، ولكن أيضًا كأثر جانبي يستخدم للعلاج الإشعاعي لسرطان الرأس والعنق.
يمكن استخدامه لعلاج شكل من أشكال جفاف العين يسمى جفاف العين الناقص المائي.
كما يستخدم البيلوكاربين لتحفيز الغدد العرقية في اختبار العرق لقياس تركيز الكلوريد والصوديوم التي تفرز في العرق. وأيضًا يتم استخدامه لتشخيص التليف الكيسي.

### في العليات الجراحية
يستخدم البيلوكاربين أحيانًا مباشرة قبل أنواع معينة من العمليات الجراحية للقرنية وجراحة الساد. ويكون تركيزه الأكثر شيوعًا هو بيلوكاربين 1٪.

## الآثار الجانبية
قد يؤدي استخدام البيلوكاربين إلى مجموعة من الآثار الضارة، معظمها يتعلق بعمله غير الانتقائي كمحفز لمستقبلات المسكارين. من المعروف أن البيلوكاربين يسبب إفراز اللعاب المفرط، والتعرق، وإفراز مخاط الشعب الهوائية، والتشنج القصبي، وبطء القلب، وتوسع الأوعية الدموية، والإسهال. ويمكن أن تؤدي قطرات العين إلى آلام الحاجب، ويؤدي استخدامه المزمن إلى تقبض الحدقة.

## آلية العمل
البيلوكاربين دواء يعمل كمحفز للمستقبلات المسكارينية. يعمل على نوع فرعي من المستقبلات المسكارينية (M3) الموجودة في العضلة العاصرة للقزحية، مما يتسبب في تقلص العضلة - مما يؤدي إلى انقباض حدقة العين (تقبض الحدقة).
ويعمل أيضًا على العضلة الهدبية ويؤدي إلى تقلصها. عندما تنقبض العضلة الهدبية، فإنها تفتح الشبكة التربيقية من خلال زيادة التوتر على النتوء الصلب. هذا الإجراء يسهل معدل ترك الخلط المائي للعين لتقليل ضغط العين. ومن المفارقات، عندما يتسبب بيلوكاربين في تقلص العضلات الهدبية (المعروف باسم التشنج التكيفي)، فإنه يتسبب في زيادة سماكة عدسة العين والتحرك للأمام داخل العين. تتسبب هذه الحركة في تحرك القزحية (التي تقع أمام العدسة مباشرة) للأمام أيضًا، مما يضيق زاوية الغرفة الأمامية. تضييق زاوية الغرفة الأمامية يزيد من خطر زيادة ضغط العين.

## تاريخه
تم استخراج البيلوكاربين في عام 1874 بواسطة هاردي وجيرارد، وقد استخدم لعلاج الجلوكوما لأكثر من 100 عام.

### تصنيعه
النباتات من جنس (Pilocarpus) هي المصادر الوحيدة المعروفة للبيلوكاربين، والإنتاج التجاري مشتق بالكامل من أوراق (Pilocarpus microphyllus (Maranham Jaborandi. ينمو هذا الجنس فقط في أمريكا الجنوبية وعدة ولايات في شمال البرازيل.
يتم استخراج البيلوكاربين من مسحوق أوراق الشجر في عملية متعددة الخطوات. أولاً يتم معالجة المادة بالإيثانول المحمض بحمض الهيدروكلوريك، وتتم إزالة المذيبات تحت ضغط منخفض. يتم تحييد المخلفات المائية الناتجة بالأمونيا وتوضع جانبًا حتى يستقر الراسب تمامًا. ثم يتم ترشيحها وتركيزها بمحلول السكر إلى حجم صغير، وتصنيعها قلويًا بالأمونيا، واستخراجها أخيرًا بالكلوروفورم. ثم تتم إزالة المذيب تحت ضغط منخفض.

### تسميته
يسمى البيلوكاربين كمركب كيميائي حسب الاتحاد الدولي للكيمياء النظرية والتطبيقية (IUPAC) بـ: "3S,4R)-3-Ethyl-4-((1-methyl-1H-imidazol-5-yl)methyl)dihydrofuran-2(3H)-one)"
أما صيغته الكيميائية: C11H16N2O2

## الأبحاث السريرية
يستخدم البيلوكاربين لتحفيزعلى الصرع المزمن عند القوارض، عادة الفئران، كوسيلة لدراسة فسيولوجيا الاضطراب وفحص العلاجات المختلفة. يمكن استخدام جرعات صغيرة للحث على إفراز اللعاب من أجل جمع عينات من اللعاب، على سبيل المثال؛ للحصول على معلومات حول الأجسام المضادة IgA.

## الطب البيري
يتم إعطاء البيلوكاربين بجرعات معتدلة (حوالي 2 مجم) للحث على التقيؤ عند القطط التي ابتلعت نباتات أو أطعمة أو أدوية غريبة. أثبتت إحدى التجارب على القطط أنها كانت فعالة، على الرغم من أن الاختيار المعتاد للقيء هو الزيلازين.

## اقرأ أيضًا
- سيفيميلين. دواء مشابه يستخدم لجفاف الفم.